# Museo nazionale della scienza e della tecnologia Leonardo da Vinci
Das Museo nazionale della scienza e della tecnologia Leonardo da Vinci ist ein Wissenschafts- und Technikmuseum in Mailand. Benannt ist es nach dem Universalgelehrten Leonardo da Vinci. Mit rund 16.000 ausgestellten Objekten ist es das größte Museum seiner Art in Italien. Das Hauptgebäude an der Via San Vittore war einst ein Kloster. Erreichbar ist das Museum über die Haltestelle Sant’Ambrogio der Metrolinie 2.

## Geschichte
Anlässlich der Weltausstellung in Mailand im Jahr 1906 schlug der Ingenieur und Industrielle Guido Ucelli die Einrichtung eines Technikmuseums vor. Erst 1930 bildete die Stadt Mailand auf Anregung der Regierung und des Nationalen Forschungsrates CNR in Rom eine Kommission für die Schaffung eines Museo delle arti e delle industrie. Der Vorsitzende Guido Ucelli war hinsichtlich der Museumskonzeption nicht immer einer Meinung mit den faschistischen Machthabern; im folgenden Jahr billigte CNR-Präsident Guglielmo Marconi die Pläne der Kommission, sie wurden jedoch zunächst nicht realisiert. Nachdem 1942 die Stiftung Fondazione Museo nazionale della tecnica e dell’industria gegründet worden war, gelang es Guido Ucelli 1947, das von alliierten Bomben verwüstete ehemalige Kloster San Vittore al Corpo für das Museum zu erhalten. Noch im selben Jahr wurde die Stiftung in eine Anstalt des öffentlichen Rechts namens Museo nazionale della scienza e della tecnica umgewandelt und 1952 nach Leonardo da Vinci benannt. Nach umfassenden Restaurierungen und Umbauten konnte das Museum am 15. Februar 1953 mit einer Leonardo-Ausstellung eröffnet werden; unter den Ehrengästen befand sich Ministerpräsident Alcide De Gasperi. In den folgenden 15 Jahren wurde das Museum in südöstlicher Richtung (zur Via Olona hin) erweitert: an der Stelle der ersten Halle der Luftfahrtabteilung entstand eine neue Eisenbahnausstellung, südöstlich davon eine neue Halle für die Abteilung Luft- und Seefahrt, bei deren Einweihung im Jahr 1964 auch Staatspräsident Antonio Segni zugegen war. Letztere erhielt für ihre Raumfahrtausstellung im Jahr 1973 von US-Präsident Richard Nixon ein Mondgesteinsfragment aus dem Taurus-Littrow-Tal.
Im didaktischen Bereich richtete das Museum 1955 ein Fortbildungszentrum für Lehrer ein, 1970 verbesserte man das Angebot durch Museumsführungen und 1993 eröffnete der erste von heute 13 interaktiven Museumsbereichen. Von Bedeutung sind in diesem Zusammenhang auch die Fachbibliothek und das Archiv sowie das 2009 gegründete Zentrum für informelle Bildung und Forschung.
Im Jahr 1999 wurde das Museum von einer Anstalt des öffentlichen Rechts in eine privatrechtliche Stiftung umgewandelt. Stifter sind die italienischen Ministerien für Bildung und Kulturgüter, die wichtigsten Förderer sind die Region Lombardei, die Stadt Mailand und die Mailänder Industrie- und Handelskammer. Im wissenschaftlichen Beirat sind die bedeutendsten Universitäten der Metropolitanstadt Mailand vertreten.
Hinsichtlich der Entwicklung nach der Jahrtausendwende sind nennenswert: die Übernahme eines U-Bootes und die Einrichtung interaktiver Ausstellungen in den Bereichen Genetik, Biotechnologie und Robotik im Jahr 2005, die Eröffnung des renovierten Auditoriums und der Hubschrauber-Ausstellung im Jahr 2007, die Eröffnung des neuen Museumsladens MUST-Shop (2009), der Ausstellungen zu Ernährung und Nanotechnologie (2010) sowie der neuen Raumfahrtausstellung (2014).
Das Hauptgebäude des Museums war ursprünglich ein Benediktinerkonvent, der im 16. Jahrhundert von Olivetanern übernommen und zu einem größeren Klosterkomplex ausgebaut wurde, einschließlich des Neubaus der Kirche San Vittore al Corpo. Während der napoleonischen Zeit wurde das Kloster bis 1808 zu einem Militärkrankenhaus umgebaut und dann bis zum Zweiten Weltkrieg als Kaserne genutzt. Die mehrfachen Umbauten, die alliierten Luftangriffe auf Mailand im Jahr 1943, die folgende Nutzung der Ruine als Steinbruch und weitere Schäden durch atmosphärische Einflüsse bewirkten, dass von dem einst beeindruckenden Kloster nicht mehr viel übrig war. Der Wiederaufbau als Museum erfolgte ab 1947 nach Plänen des Architekten Piero Portaluppi durch die Bauunternehmen Cerutti und Bertani.

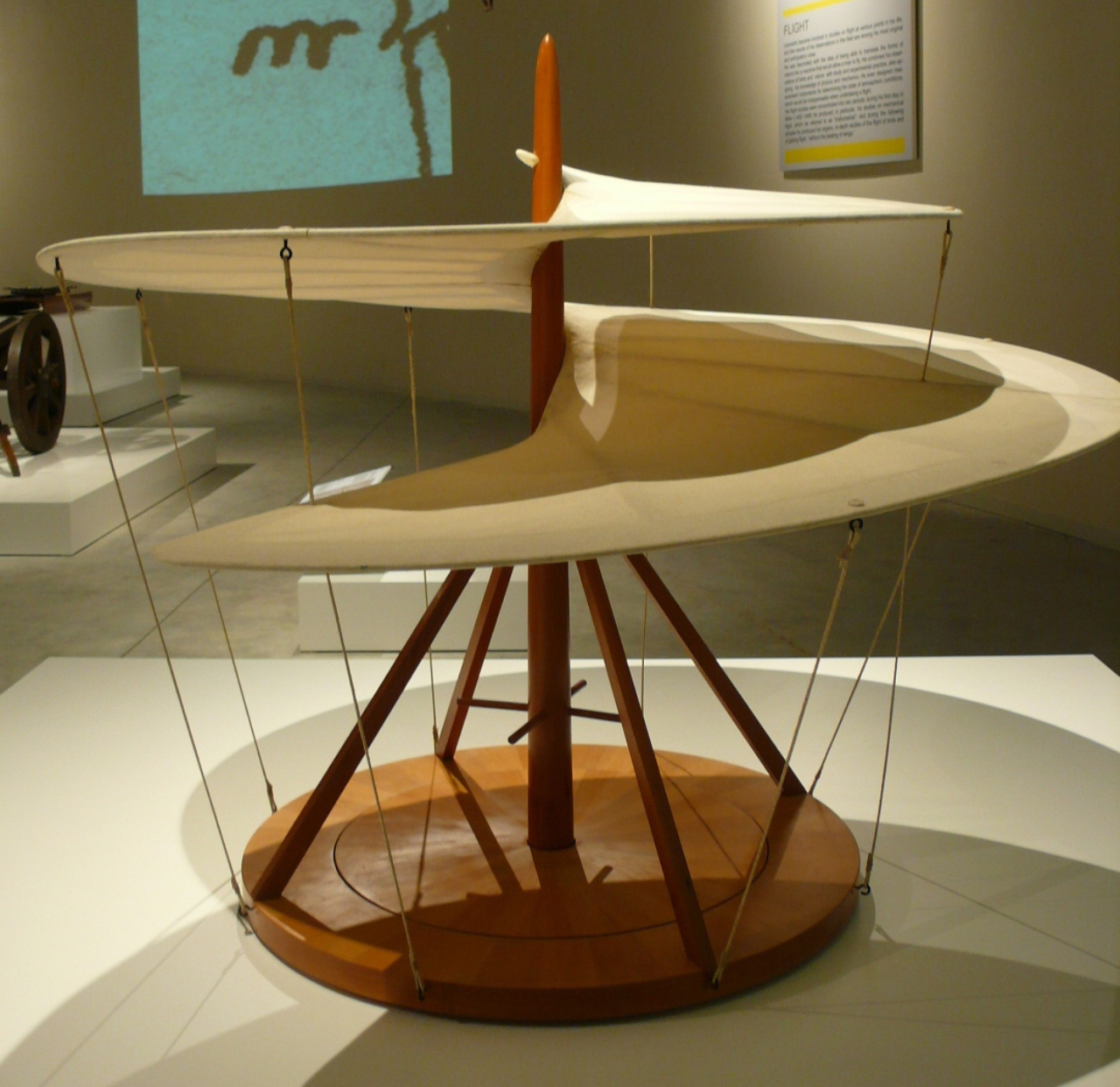
Luftschraube (Leonardo da Vinci)
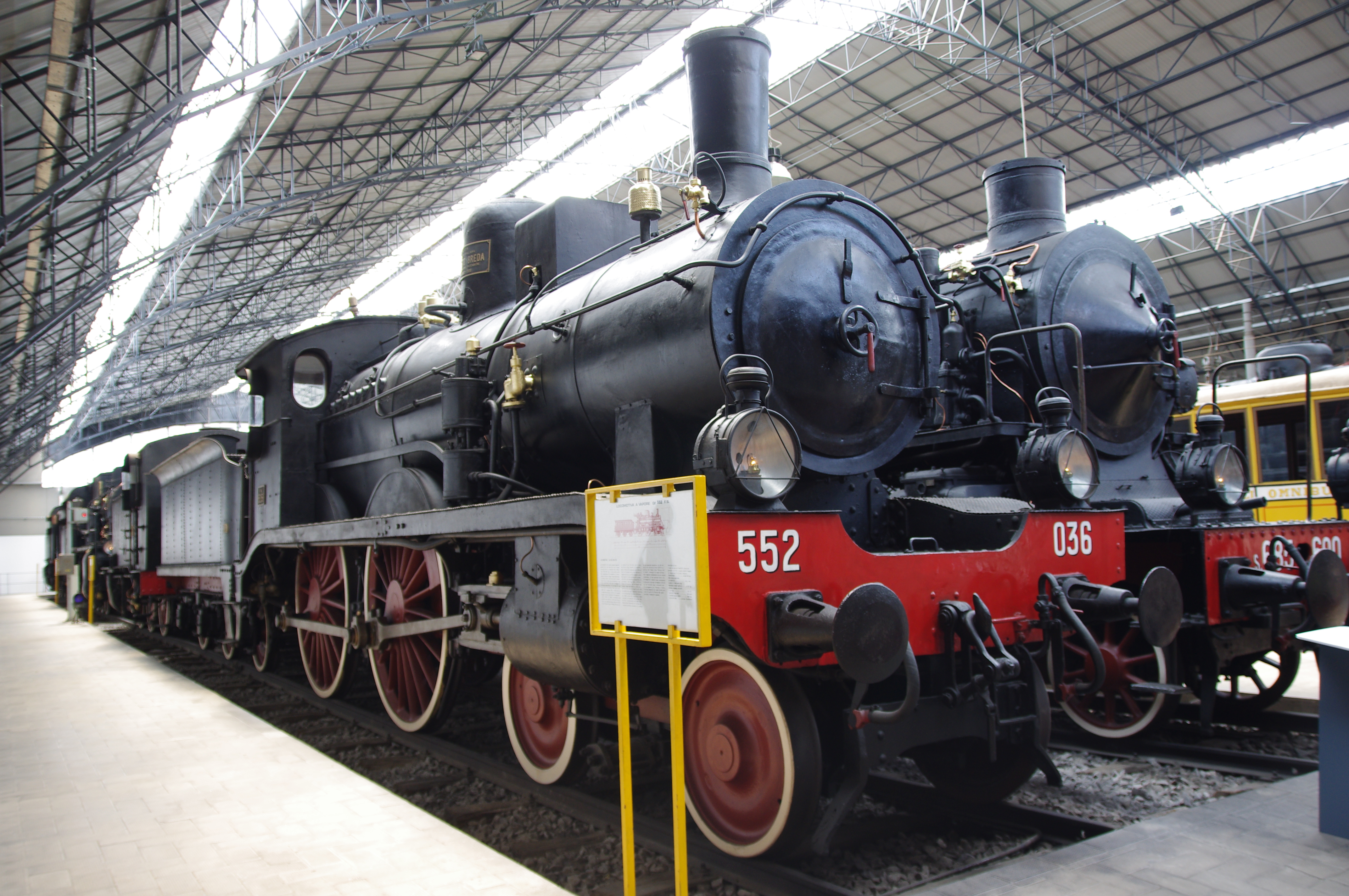
Eisenbahnausstellung
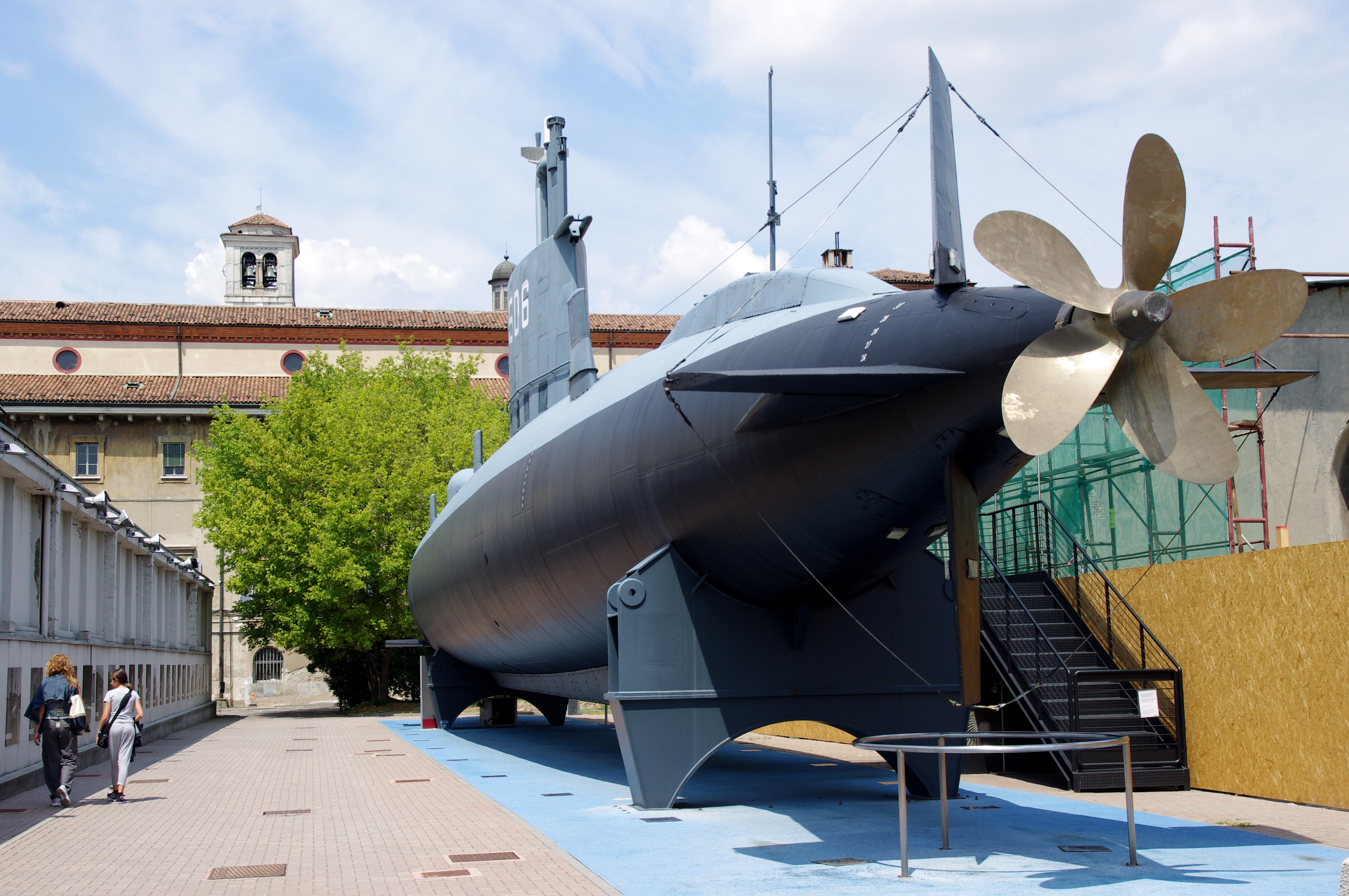
U-Boot Enrico Toti
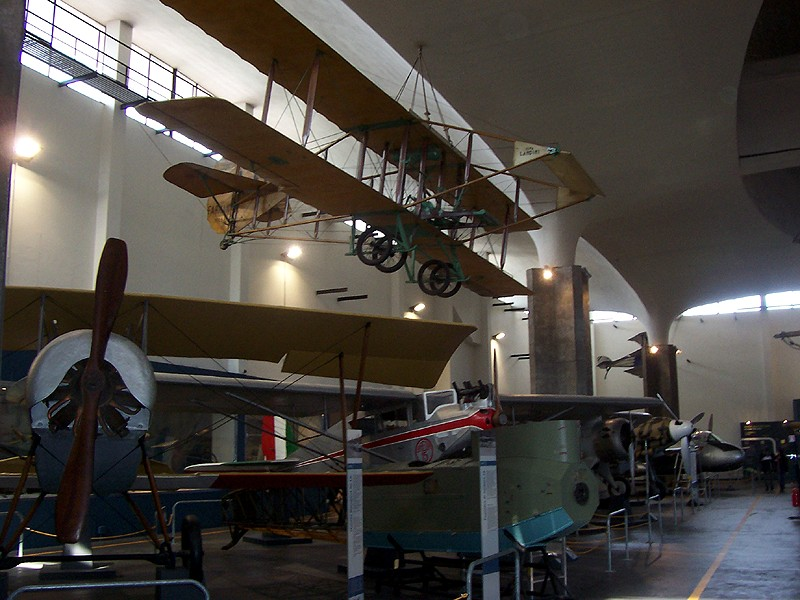
Luftfahrtausstellung

## Sammlungen
Ziel des Museums ist es, wissenschaftliche Erkenntnisse und deren praktische Anwendung darzustellen. Dabei liegt der Schwerpunkt auf dem 19. und 20. Jahrhundert, unter besonderer Berücksichtigung der wissenschaftlichen und technischen Entwicklungen in Italien. Von größerer Bedeutung sind Verkehrsmittel, die Energieproduktion, die Stahlindustrie, das Fernmeldewesen und die Informatik. Abgesehen davon spielen die Studien Leonardo da Vincis eine besondere Rolle: das Museum verfügt über die weltweit größte Sammlung von Modellen von Apparaten, die auf der Grundlage von Leonardos Plänen oder Skizzen nachgebaut wurden.
Das Museum erstreckt sich auf einer Grundfläche von rund 50.000 Quadratmetern, von denen 33.000 überdacht sind. Die Ausstellungsflächen summieren sich auf 25.000 m². Es gibt keine Außenstellen. Organisatorisch ist das Museum in sieben Abteilungen gegliedert: Kunst und Wissenschaft, Kommunikation, Ernährung, Materialwissenschaft und Werkstofftechnik, Energie, Verkehr, Galleria Leonardo da Vinci.
Zu den bedeutendsten Exponaten dieser Abteilungen zählen: das erste in Italien nach dem Zweiten Weltkrieg gebaute U-Boot Enrico Toti, das von 1968 bis 1997 im Dienst der italienischen Marine stand und 2001 von seinem Stationierungsort in Augusta (Sizilien) zum Binnenhafen von Cremona geschleppt wurde und dann von dort erst im August 2005 auf dem Landweg zum Museum gelangte; die Dampfkraftanlage zur Stromerzeugung Regina Margherita aus dem Jahr 1895; der UA1-Detektor des CERN, entwickelt unter der Leitung von Carlo Rubbia; der P101 von Olivetti, erster frei programmierbarer Taschenrechner der Welt; das 1774 gebaute Sisson-Teleskop, das im Osservatorio Astronomico di Brera installiert wurde; der Prototyp des magnetischen Detektors mit dem Guglielmo Marconi 1902 Experimente zur Nachrichtenübermittlung durchführte; die Kommandobrücke, der Festsaal und einige Kabinen des Transatlantikliners Conte Biancamano; ein Modell des 1877 erprobten Versuchshubschraubers von Enrico Forlanini und das Astrarium, Nachbau einer 1364 von Giovanni de Dondi fertiggestellten astronomischen Uhr.